# 3732 Vavra
3732 Vavra је астероид главног астероидног појаса са средњом удаљеношћу од Сунца која износи 2,158 астрономских јединица (АЈ).
Апсолутна магнитуда астероида је 14,4.